# جورج ثيودور بوالو
جورج ثيودور بوالو (بالإنجليزية: George Theodore Boileau)‏ هو كاهن كاثوليكي أمريكي، ولد في 10 سبتمبر 1912 في مونتانا في الولايات المتحدة، وتوفي في 25 فبراير 1965.